# Konrad Dahl (Politiker)
Konrad Dahl (* 17. Februar 1899 in Köln; † 4. Juli 1955) war ein deutscher Politiker (SPD).

## Leben
Dahl besuchte nach der Volksschule eine Fortbildungsschule und absolvierte im Anschluss ein Freigewerkschaftliches Seminar. Danach arbeitete er als kaufmännischer Angestellter, später als Redakteur. Von 1919 bis 1933 war er in der Sozialistischen Arbeiterjugend und der Arbeitersportbewegung tätig, der Gewerkschaft gehörte er ebenfalls ab 1919 an. Von 1919 bis 1927 arbeitete er als Redaktionssekretär und von 1927 bis 1933 als Redakteur der "Rheinischen Zeitung" in Köln und ab 1946 in Gummersbach. Dahl war Mitglied des Kreisausschusses des Deutschen Gewerkschaftsbundes für Oberberg und Vorsitzender des Ortsvereins Gummersbach der IG Druck und Papier.

## Politik
Dahl trat im Jahr 1919 der SPD bei und gehörte ab 1946 dem Kreisvorstand der SPD Oberberg an, außerdem war er Vorsitzender des Ortsvereins Gummersbach. Bei der Landtagswahl 1947 zog Dahl durch ein Direktmandat im Wahlkreis 024 Oberbergischer Kreis-Nord in die erste Legislaturperiode des Landtags von Nordrhein-Westfalen ein. Sein Direktmandat konnte er bei der nächsten Landtagswahl nicht verteidigen, er zog dennoch über die Liste der SPD in den Landtag ein, dem er insgesamt vom 20. April 1947 bis zum 4. Juli 1954 angehörte.